# Brănișca
Brănișca (en hongrois : Branyicska, en allemand : Bernpfaff) est une commune du Județ de Hunedoara en Transylvanie, (Roumanie).